# Ле-Секестр
Ле-Секе́стр (фр. Le Sequestre, окс. Lo Sequèstre) — коммуна во Франции, находится в регионе Юг — Пиренеи. Департамент — Тарн. Входит в состав кантона Альби-2. Округ коммуны — Альби.
Код INSEE коммуны — 81284.

## География

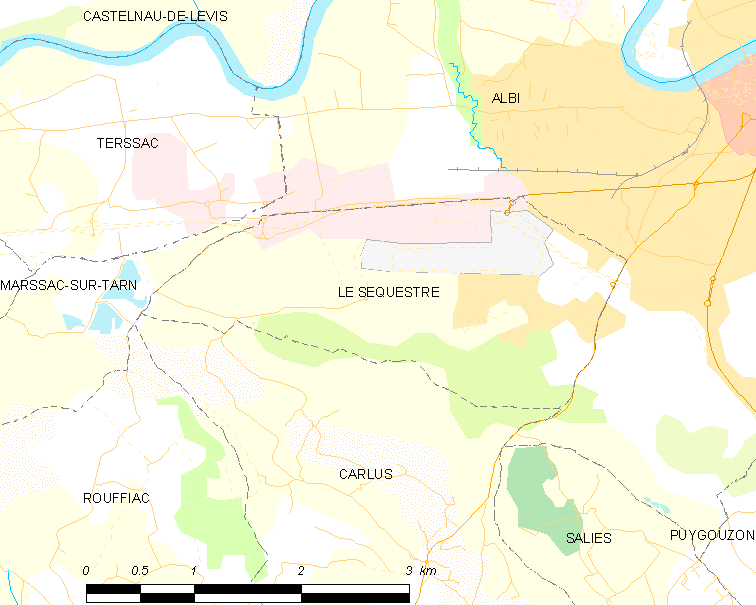
Карта коммуны

Коммуна расположена приблизительно в 550 км к югу от Парижа, в 65 км северо-восточнее Тулузы, в 4 км к западу от Альби.
По территории коммуны протекают небольшие реки Каррофуль и Сеу.

## Климат
Климат умеренно-океанический. Зима мягкая и дождливая, лето жаркое с частыми грозами. Ветры довольно редки.

## Население
Население коммуны на 2010 год составляло 1543 человека.
| 1962 | 1968 | 1975 | 1982 | 1990 | 1999 | 2010 |
| ---- | ---- | ---- | ---- | ---- | ---- | ---- |
| 565  | 612  | 697  | 622  | 925  | 1344 | 1543 |

## Экономика
В 2007 году среди 1077 человек в трудоспособном возрасте (15—64 лет) 814 были экономически активными, 263 — неактивными (показатель активности — 75,6 %, в 1999 году было 75,0 %). Из 814 активных работали 750 человек (378 мужчин и 372 женщины), безработных было 64 (30 мужчин и 34 женщины). Среди 263 неактивных 116 человек были учениками или студентами, 75 — пенсионерами, 72 были неактивными по другим причинам.